# Scelotrichia
Scelotrichia is een geslacht van schietmotten uit de familie Hydroptilidae

## Soorten
Deze lijst van 53 stuks is mogelijk niet compleet.
- S. alata A Wells & W Mey, 2002
- S. asgiriskanda (F Schmid, 1958)
- S. bercabanghalus A Wells & H Malicky, 1997
- S. bilah A Wells & J Huisman, 1993
- S. bispinosa A Wells & W Mey, 2002
- S. buluhalus A Wells & J Huisman, 1993
- S. cavernosa W Mey, 1996
- S. cayasana A Wells & W Mey, 2002
- S. ceesi A Wells & J Huisman, 1993
- S. dasar A Wells & J Huisman, 1993
- S. digitata A Wells & W Mey, 2002
- S. dolichocera W Mey, 1998
- S. gerigi A Wells & J Huisman, 1993
- S. glandulosa A Wells & T Andersen, 1995
- S. insularis W Mey, 1995
- S. ishiharai Y Utsunomiya, 1994
- S. jari A Wells & J Huisman, 1993
- S. kait A Wells & J Huisman, 1993
- S. kakatu A Wells, 1990
- S. kenyella (W Mey, 1992)
- S. kipas A Wells & J Huisman, 1993
- S. laitimtik A Wells, 1990
- S. lampai A Wells & J Huisman, 1993
- S. levis A Wells & D Dudgeon, 1990
- S. licini A Wells, 1990
- S. litai H Malicky & P Chantaramongkol, 2007
- S. marshalli (B Statzner, 1977)
- S. melanella W Mey, 1998
- S. melanoptera W Mey, 1998
- S. milinda (F Schmid, 1960)
- S. mindanaoensis A Wells & W Mey, 2002
- S. miselia W Mey, 1998
- S. nana W Mey, 1996
- S. nepalensis (DE Kimmins, 1964)
- S. paku A Wells & J Huisman, 1993
- S. pucat A Wells & J Huisman, 1993
- S. rienki A Wells & J Huisman, 1993
- S. rincorama J Olah, 1989
- S. rumput A Wells & J Huisman, 1993
- S. saranganica Ulmer, 1951
- S. schmidi (W Mey, 1981)
- S. simplex A Wells & H Malicky, 1997
- S. supsup A Wells, 1990
- S. tatius H Malicky & P Chantaramongkol, 2007
- S. telegonos H Malicky & P Chantaramongkol, 2007
- S. tellus H Malicky & P Chantaramongkol, 2007
- S. temenos H Malicky & P Chantaramongkol, 2007
- S. thingana J Olah, 1989
- S. thunama J Olah, 1989
- S. toira J Olah, 1989
- S. trifurcata (S Jacquemart, 1962)
- S. warabai A Wells, 1990
- S. willcairnsi A Cairns & A Wells, 2008